# Inkin
Inkin (印金) est un mot japonais désignant une technique de décor textile qui consiste à imprimer des motifs à travers un pochoir avec un adhésif, et à y apposer de l’or.
La technique est originaire de Chine où on la nomme shôkin (銷金), mais elle a connu une postérité particulière au Japon où on la nomme inkin, un terme formé des deux idéogrammes « impression » et « or ». Selon l’encyclopédie numérique Heibonsha, les inkin sont des « tissus imprimés par l’intermédiaire d’un pochoir, employant de la colle animale, de la laque, de la colle d'amidon, etc., en apposant de la feuille d’or, ou bien employant de la poudre d’or mélangée à de la colle animale, pour créer des motifs ».

## Histoire
Les techniques d’impression à l’or et à l’argent sur textile ont une histoire très ancienne sur le continent chinois, et l’on considère qu'elles remontent à l’époque Han. Trois grands groupes de techniques ont pu être employés en Chine : l’or en poudre dans un liant est passé au pinceau directement sur le tissu ; l’or est posé sur l’adhésif passé à travers un pochoir ; l’or est directement passé à travers le pochoir. Il semblerait aussi que l’or ait pu être imprimé par des matrices. Des témoins de cette technique ont été mis au jour par les fouilles réalisées dans la tombe de Mawangdui (186 av. J.-C.) à Changsha dans la province du Hunan. Les techniques de peinture et d’impression à l’or dans le domaine de l’habillement ont connu un essor entre les XIIe et XIIIe siècles, et l’on en trouve de nombreux témoins issus des tombes des dynasties Jin,  des Song du Sud (1127-1279), puis des Yuan. La production de tissus inkin se poursuit au début de l’époque Ming (1368-1644). Leurs techniques traditionnelles de fabrication auraient ensuite disparu. Les tissus imprimés au pochoir, essentiellement des gazes de soie, étaient entre autres employés comme vêtements et manteaux de moines.
L’importation des tissus inkin chinois au Japon semble avoir eu principalement lieu à partir de l’époque Muromachi (1333-1573) et jusqu’au début de l’ère contemporaine.  
Il existe également des imitations japonaises, anciennes et récentes. On ne doit pas les confondre avec le surihaku, une technique d’impression à la feuille d’or ou d’argent propre au costume japonais.
Au Japon, l’usage principal des inkin est le montage des œuvres graphiques (kakejiku). Les textes relatant des cérémonies de thé de l’époque Momoyama mentionnent fréquemment des œuvres montées avec des tissus inkin, mais on pense que cette pratique remonte même à l’époque de Muromachi.
Dans la cérémonie du thé, les inkin sont présentés comme une catégorie technique à l’intérieur des meibutsugire, les tissus fameux. Les plus prisés sont les inkin sur fond de gaze complexe ra", de couleur violette.
Parmi les œuvres en inkin les plus célèbres conservées au Japon, on peut citer deux manteaux de moines (kesa) désignés trésors nationaux et conservés au Musée national de Kyoto. L'un, nommé Omu-i (応夢衣), serait originaire de Corée et daté de la dynastie Goryeo (IXe – XIVe siècle). L'autre serait une production chinoise Yuan, datée du XIVe siècle.